# Municipio de Lost Springs
El municipio de Lost Springs (en inglés, Lost Springs Township) es un municipio del condado de Marion, Kansas, Estados Unidos. Tiene una población estimada, a mediados de 2023, de 166 habitantes.

## Geografía
Está ubicado en las coordenadas 38°33′32″N 96°58′36″O / 38.55889, -96.97667 (38.558791, -96.976678). Según la Oficina del Censo, tiene una superficie total de 93.08 km², de los cuales 93.00 km² corresponden a tierra firme y 0.08 km² están cubiertos de agua.

## Demografía
Según el censo de 2020, en ese momento había 150 personas residiendo en la zona. La densidad de población era de 1.6 hab./km². El 96.00 % de los habitantes eran blancos y el 4.00 % eran de una mezcla de razas. Del total de la población, el 4.00 % eran hispanos o latinos de cualquier raza.